# Auf dem Krämersfeld
Auf dem Krämersfeld ist ein Ortsteil im Stadtteil Schildgen von Bergisch Gladbach.

## Geschichte
Der Siedlungsname Auf dem Krämersfeld geht aus der Gewannenbezeichnung Aufm Kraemersfeld hervor. Der Ort ist im Urkataster südöstlich von Fahn verzeichnet. Gemeint ist damit das zum so genannten Krämergut gehörende Flurstück. Damit erinnert der Name an einen der frühesten Siedlungskerne im Odenthaler Gebiet. Das Krämersgut war nämlich in der hochmittelalterlichen Rodeepoche zwischen 958 und 992 als Lehnsgut des Osenauer Herrenhofs entstanden. Ein Eintrag von 1414 führt das Krämersgut als Krämers gutt.

## Etymologie
Eine eindeutige Bestimmung der Bedeutung dieses Siedlungsnamens ist nicht möglich. In Flurnamen ist unter dem Bestimmungswort Kram/Kräm ein kleines ererbtes Besitztum zu verstehen. Das mittelhochdeutsche kram bezeichnet ursprünglich ein ausgespanntes Tuch oder eine Zeltdecke zur Bedachung eines Kramstandes. Im heutigen Sinn versteht man unter einem Krämer einen Händler.